# Yotam Tepper
Yotam Tepper é um arqueólogo israelense que descobriu o complexo da igreja Megido, a mais antiga casa de culto cristã já descoberta, sob a moderna prisão de Megiddo. Datado de meados do século III d.C., acredita-se ser o local de culto cristão mais antigo já descoberto. Inúmeras relíquias romanas foram descobertas ao lado da igreja.